# Thelma Walker
Thelma Doris Walker (ur. 7 kwietnia 1957) – brytyjska polityczka do 2020 Partii Pracy, deputowana Izby Gmin.

## Działalność polityczna
W okresie od 8 czerwca 2017 do 6 listopada 2019 reprezentowała okręg wyborczy Colne Valley w brytyjskiej Izbie Gmin.